# Disperis reichenbachiana
Disperis reichenbachiana är en orkidéart som beskrevs av Friedrich Welwitsch och Heinrich Gustav Reichenbach. Disperis reichenbachiana ingår i släktet Disperis och familjen orkidéer. Inga underarter finns listade i Catalogue of Life.